# Stylianos Gonatas

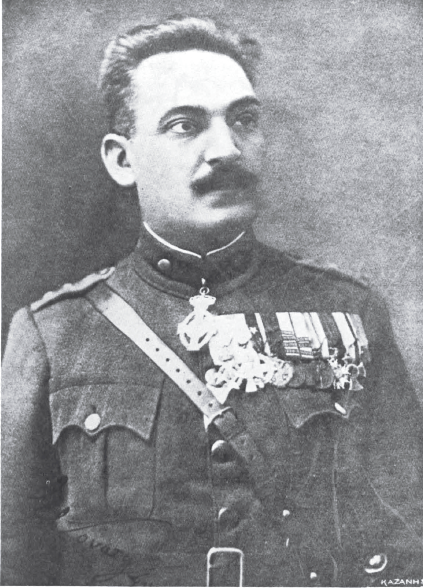
Stylianos Gonatas, 1922

Stylianos Epaminondou Gonatas (griechisch Στυλιανός Γονατάς, * 15. August 1876 in Patras; † 1966) war ein griechischer General, Politiker und Ministerpräsident.

## Militärische Laufbahn
Nach dem Schulbesuch schlug Gonatas eine militärische Laufbahn ein. Zwischen 1892 und 1897 war er Absolvent der Evelpidon Militärakademie (Στρατιωτική Σχολή Ευελπίδων).
Während der Kämpfe um Makedonien von 1904 bis 1908 war er im Rang eines Leutnants. Beim Aufstand von Goudi, der Revolte der Militärliga 1909 in der Kaserne des Athener Stadtteils Goudi, war er Aide-de-camp (Adjutant) des Führers der Militärliga Oberst Nikolaos Zorbas. In den Balkankriegen von 1912 bis 1913 war er ebenfalls als Offizier aktiv.
Im Laufe des Griechisch-Türkischen Krieges 1919 bis 1922 stieg er zum Oberst und Chef des Stabes des Heeres auf.

## Politische Laufbahn

### Revolution von 1922
Nach der Niederlage im Griechisch-Türkischen Krieg, die für Griechenland eine Kleinasiatische Katastrophe darstellte, kam es zu einer innenpolitischen Krise und zunehmenden Unruhen. Nach einer Reihe von kurzlebigen Übergangsregierungen kam es im September 1922 zu militärischen Revolten in den Garnisonen von Thessaloniki, Chios und Mytilini. Unter seiner Führung wurde in der Kaserne von Mytilini ein Revolutionskomitee gebildet, das den Rücktritt der Regierung, die Auflösung der Nationalversammlung (Voulí ton Ellínon), das Abhalten von Neuwahlen und die Abdankung von König Konstantin I. zu Gunsten des Kronprinzen Georg forderte.
Am 28. September wurden die Führer der Militärrevolte, die Obristen Gonatas und Nikolaos Plastiras euphorisch in Athen empfangen.
Nach dem schließlich Kanonenboote den Hafen von Piräus belagerten, trat die Regierung von Ministerpräsident Nikolaos Triantafyllakos am 29. September 1922 zurück. Am gleichen Tag dankte der König zum zweiten Mal nach 1917 ab. Das Revolutionskomitee setzte am 30. September Sotirios Krokidas zum Ministerpräsidenten einer Übergangsregierung ein, da der Wunschkandidat der Revolutionäre für die Amt, Alexandros Zaimis, Griechenland bereits verlassen hatte.

### Aufstieg zum Ministerpräsidenten
Während der Übergangsregierung von Krokidas war das Revolutionskomitee um Gonatas und Plastiras das eigentliche Machtorgan des Landes. König Georg II. nahm in dieser Zeit lediglich eine repräsentative Rolle ein.
Nachdem das Revolutionskomitee im umstrittenen Prozess der Sechs die ehemaligen Ministerpräsidenten Dimitrios Gounaris, Nikolaos Stratos, Petros Protopapadakis sowie drei weitere hohe Offiziere und Politiker wegen Hochverrats aufgrund der Niederlage im Griechisch-Türkischen Krieg anklagte und hinrichten ließ, trat Krokidas am 27. November 1922 als Ministerpräsident zurück.
Am gleichen Tag wurde Oberst Gonatas zum Ministerpräsidenten ernannt. Seiner Regierung gehörten ausschließlich Mitglieder und Anhänger des Revolutionskomitees an. Er selbst übernahm zeitweise 1923 auch die Leitung des Außenministeriums. Am 24. Januar 1924 trat er vom Amt des Ministerpräsidenten zu Gunsten des aus dem Exil in Paris zurückgekehrten früheren Ministerpräsidenten und Vorsitzenden der Liberalen Partei (Κόμμα Φιλελευθέρων), Eleftherios Venizelos, zurück. Für seine Verdienste um die griechische Politik wurde Gonatas daraufhin zum Generalleutnant befördert.

### Senatspräsident und Zweiter Weltkrieg
Anschließend nahm er Abschied vom aktiven Militärdienst und zog sich für einige Jahre aus dem öffentlichen Leben zurück. Nachdem die 1925 proklamierte Republik das Parlament um einen Senat erweiterte, kandidierte er 1929 erfolgreich für die Wahl zum Senator. Von 1929 bis 1935 war er Repräsentant von Attika und Böotien. Bei seiner Wiederwahl 1932 wurde er zugleich zum Präsidenten des Senats gewählt. Dieses Amt übte er bis zur Auflösung des Senats nach der Wiedereinführung der Monarchie am 10. Oktober 1935 aus. Während der Besetzung Griechenlands durch die deutsche Wehrmacht von April 1941 bis Oktober 1944 befand er sich in Haft.

### Nachkriegszeit und Rückzug aus der Politik
Nach dem Krieg wurde er aus der Haft entlassen und setzte auch seine politische Laufbahn fort. Nach Meinungsverschiedenheiten mit dem neuen Vorsitzenden der Liberalen Partei, Themistoklis Sofoulis, gründete er mit der Partei der Nationalliberalen (Komma Ethnikon Fileleftheron Κόμμα Εθνικών Φιλελευθέρων) eine eigene Partei. Bei den Wahlen zur Nationalversammlung am 31. März 1946 erreichte diese Partei 34 Mandate. In der darauf folgenden Übergangsregierung von Panagiotis Poulitsas war er vom 4. bis zum 18. April 1946 Minister für öffentliche Arbeiten und Wohnungsbau. Daraufhin bildete er mit der konservativen Volkspartei (Λαϊκό κόμμα) von Konstantinos Tsaldaris vom 18. April 1946 bis 25. Januar 1947 eine Koalitionsregierung, in der wiederum Minister für öffentliche Arbeiten war. Während dieser Regierung kam es in einer Volksabstimmung am 1. September 1946 auch zur Wiedereinsetzung von Georg II. zum König. Von November 1946 bis Januar 1947 war zusätzlich Stellvertretender Ministerpräsident.
Vor der Parlamentswahl vom 5. März 1950 beabsichtigte er zunächst ein Wahlbündnis mit der Nationalen Partei Griechenlands unter dem ehemaligen General Napoleon Zervas. Nachdem man Gonatas aufgrund der Beziehungen von Zervas zu der deutschen Besatzungsmacht vorwarf, er würde mit den Nationalsozialisten kollaborieren, nahm er von dieser Absicht Abstand und bildete stattdessen ein Wahlbündnis mit der Liberalen Partei. Gonatas erlitt allerdings eine Wahlniederlage und zog sich danach weitgehend aus dem politischen Leben zurück.
Er gehörte bis zu seinem Tod lediglich dem Kronrat an, der aus den ehemaligen Ministerpräsidenten bestand und ein Beratergremium für den König war.

## Veröffentlichungen
- Apomnimonevmata 1897–1957 (Autobiographie), Athen 1958

## Biographische Quellen und Hintergrundinformationen
- Biographie (Memento vom 30. September 2007 im Internet Archive)
- Out in the Open. Artikel im TIME-Magazine vom 5. Januar 1948
- Evi Koukouraki: Von den griechischen Befreiungskriegen bis in die Gegenwart: Geschichte des jungen Griechenlands. (Memento vom 7. August 2007 im Internet Archive) 2003
- Domestic Policy 1897–1922
- Ministerliste der Regierungen 1899–1924 (Memento vom 27. Mai 2007 im Internet Archive)
- Ergebnisse der Parlamentswahlen seit 1946. Abgerufen am 18. Januar 2020 (englisch).
- Ministerlisten der Regierungen 1946–1951 (Memento vom 17. Juli 2012 im Internet Archive)

| Vorgänger         | Amt                                        | Nachfolger            |
| ----------------- | ------------------------------------------ | --------------------- |
| Sotirios Krokidas | Premierminister von Griechenland 1922–1924 | Eleftherios Venizelos |

| Personendaten    | Personendaten                                         |
| ---------------- | ----------------------------------------------------- |
| NAME             | Gonatas, Stylianos                                    |
| ALTERNATIVNAMEN  | Gonatas, Stylianos Epaminondou (vollständiger Name)   |
| KURZBESCHREIBUNG | griechischer General, Politiker und Ministerpräsident |
| GEBURTSDATUM     | 15. August 1876                                       |
| GEBURTSORT       | Patras                                                |
| STERBEDATUM      | 1966                                                  |